# Райленд-Гайтс (Кентуккі)
Райленд-Гайтс (англ. Ryland Heights) — місто (англ. city) в США, в окрузі Кентон штату Кентуккі. Населення — 922 особи (2020).

## Географія
Райленд-Гайтс розташований за координатами 38°58′46″ пн. ш. 84°28′33″ зх. д. / 38.97944° пн. ш. 84.47583° зх. д. (38.979331, -84.475805).  За даними Бюро перепису населення США в 2010 році місто мало площу 13,71 км², з яких 13,55 км² — суходіл та 0,16 км² — водойми.

## Демографія
Згідно з переписом 2010 року, у місті мешкали 1022 особи в 360 домогосподарствах у складі 283 родин. Густота населення становила 75 осіб/км².  Було 382 помешкання (28/км²).
Расовий склад населення:
| - 98,0 % — білих - 0,5 % — чорних або афроамериканців - 0,2 % — азіатів - 0,1 % — корінних американців |

До двох чи більше рас належало 1,1 %. Частка іспаномовних становила 0,7 % від усіх жителів.
За віковим діапазоном населення розподілялося таким чином: 23,7 % — особи молодші 18 років, 63,3 % — особи у віці 18—64 років, 13,0 % — особи у віці 65 років та старші. Медіана віку мешканця становила 42,3 року. На 100 осіб жіночої статі у місті припадало 106,5 чоловіків;  на 100 жінок у віці від 18 років та старших — 103,1 чоловіків також старших 18 років.
Середній дохід на одне домашнє господарство  становив 58 987 доларів США (медіана — 55 250), а середній дохід на одну сім'ю — 66 322 долари (медіана — 70 893). Медіана доходів становила 38 824 долари для чоловіків та 33 409 доларів для жінок. За межею бідності перебувало 14,8 % осіб, у тому числі 33,2 % дітей у віці до 18 років та 5,1 % осіб у віці 65 років та старших.
Цивільне працевлаштоване населення становило 476 осіб. Основні галузі зайнятості: освіта, охорона здоров'я та соціальна допомога — 20,6 %, роздрібна торгівля — 18,5 %, виробництво — 14,9 %.